# Thé au lait

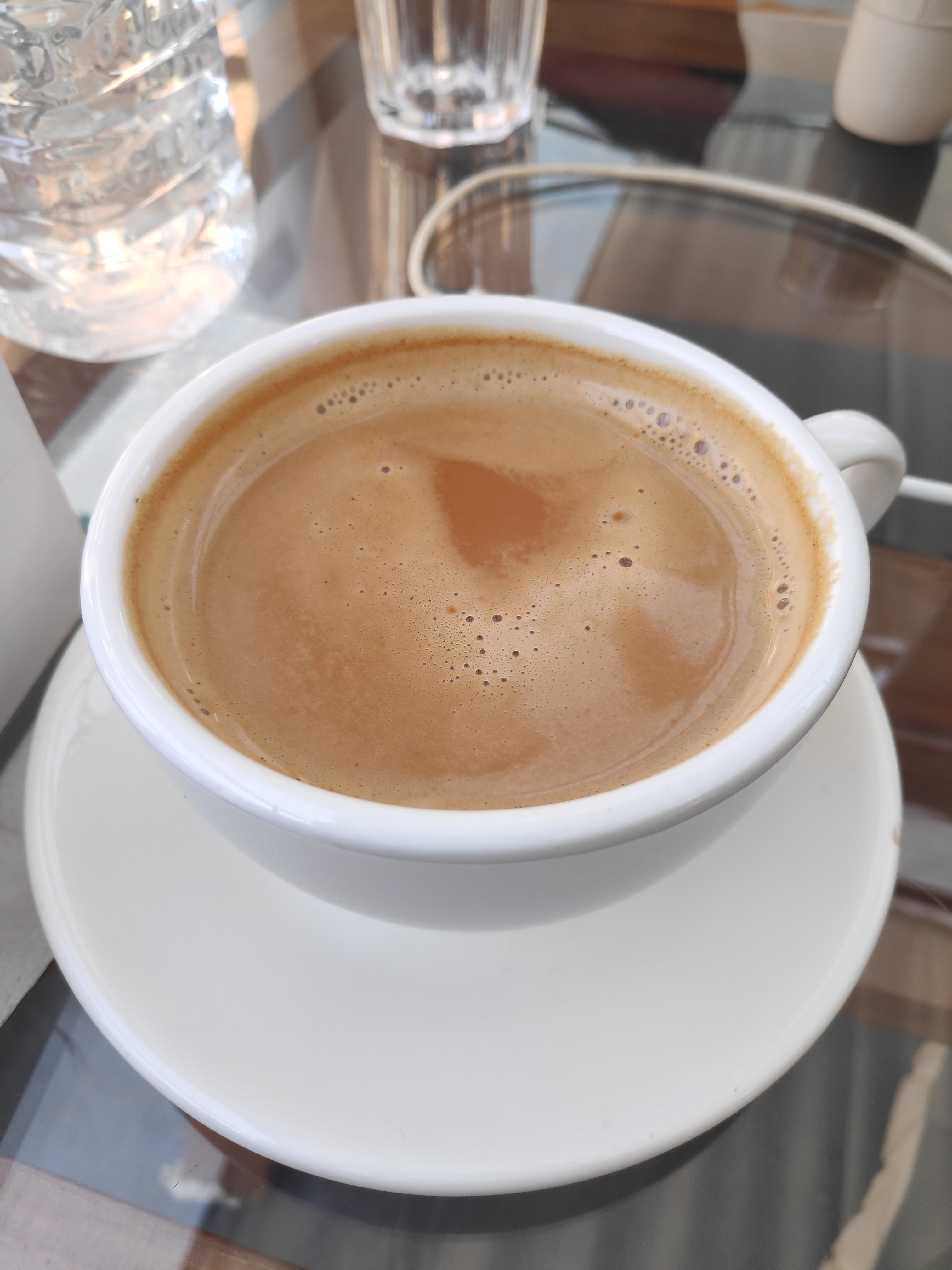
Une tasse de thé au lait.

Le thé au lait est une boisson à base de thé et de différents éléments tirés du lait que l'on retrouve dans différentes régions d'Asie et d'Europe.
Le thé au lait est traditionnellement dans différentes régions d'Asie :
- Il est consommé dans les régions arides d'une grande partie de l'Asie centrale et d'Extrême orient par les turco-mongols sous le nom mongol de süütei tsai (сүүтэй цай) ou turc de sütlü çay, il est dans ce cas salé, plus rarement sucré. En Mongolie, on y ajoute généralement du millet frit.
- Il est également consommé sur le sous-continent indien, où il est appelé en hindi Chai (चाय)) et est mélangé avec du masala, mélange d'épices. On l'appelle également pour cette raison, masala chai (मसाला चाय).
- Le thé au lait est consommé au Royaume-Uni et en Irlande, sous l'influence de son ancienne colonie indienne.
- Le thé aux perles est une spécialité de Taïwan, à base de thé au lait et de perles de tapioca que l'on trouve également dans les quartiers chinois de par le monde.
- Le Teh tarik est un thé au lait consommé en Malaisie et à Singapour, à base de thé noir.
- Au Viêt Nam, la boisson est appelée trà sua et est très populaire notamment ches les jeunes[1].

## Propriétés médicinales
De nombreuses études expérimentales et cliniques antérieures ont révélé que le thé exerce un effet protecteur contre les maladies cardiovasculaires[réf. nécessaire].
Si la consommation de thé noir permet d'améliorer de manière significative la dilatation des artères par rapport à la consommation d'eau chaude, l'ajout de lait a totalement supprimé les effets du thé en raison de la présence des caséines et de la formation de complexes avec les catéchines du thé.